# Huétor Tájar
Huétor Tájar település Spanyolországban, Granada tartományban. Huétor Tájar Salar, Loja, Villanueva Mesía és Moraleda de Zafayona községekkel határos. Lakosainak száma 10 653 fő (2024).

## Népesség
A település népessége az elmúlt években az alábbi módon változott:
| Lakosok száma | 8254 | 8947 | 9340 | 9953 | 10 134 | 10 075 | 10 162 | 10 352 | 10 514 | 10 653 |
|               | 2001 | 2004 | 2006 | 2009 | 2011   | 2014   | 2016   | 2019   | 2021   | 2024   |